# 존 O. 웨스트우드

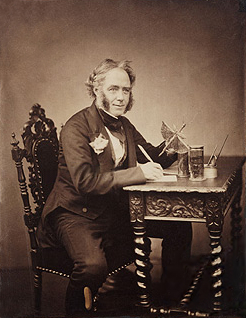

존 O. 웨스트우드(John O. Westwood, 본명: 존 오바디아 웨스트우드, John Obadiah Westwood, 1805년 12월 22일 – 1893년 1월 2일)는 잉글랜드인 곤충학자이자 고고학자이다. 곤충과 골동품에 관한 여러 삽화를 출판했다. 옥스퍼드 대학교 최초의 곤충학자들 중 한 명이었다. 자연신학자, 반다윈주의자였다. 드넓은 지역으로 여행을 떠난 적은 없지만 종에 기초하여 전 세계의 종들을 설명했는데, 특히 잉글랜드의 수집가들이 수집한 크기가 더 크고 호기심을 일으킬만한 다채로운 색의 종들을 많이 설명했다.
금속 제조자 존 웨스트우드, 그리고 에드워드 베츠의 딸 메리 사이에서 셰필드의 퀘이커가에서 태어났다.